# Zaśkiewicze
Zaśkiewicze (biał. Заскавічы, ros. Засковичи) – agromiasteczko na Białorusi, w obwodzie mińskim, w rejonie mołodeckim, w sielsowiecie Lebiedziewo.
Dawniej miasteczko i wieś. Znajduje się nieopodal ujścia Uszy do Wilii. W XIX w. siedziba okręgu wiejskiego. Należała do gminy Bienica.
Znajdują się tu parafialna cerkiew prawosławna pw. Wniebowstąpienia Pańskiego oraz przystanek kolejowy Zaśkiewicze na linii Mińsk – Wilno.

## Historia
W czasach zaborów miasteczko i wieś w powiecie oszmiańskim, w guberni wileńskiej Imperium Rosyjskiego. W 1866 roku miasteczko liczyło 212 mieszkańców w 31 domach, a wieś 222 mieszkańców w 14 domach.
W latach 1921–1945 miasteczko i wieś leżały w Polsce, w województwie wileńskim, w powiecie oszmiańskim (od 1927 roku w powiecie mołodeckim), w gminie Bienica.
W 1931 wieś w 57 domach zamieszkiwało 311 osób, miasteczko w 49 domach zamieszkiwało 250 osób.
Wierni należeli do parafii rzymskokatolickiej w Bienicy i prawosławnej w Zalesiu. Miejscowość podlegała pod Sąd Grodzki w Mołodecznie i Okręgowy w Wilnie; właściwy urząd pocztowy mieścił się w Zalesiu.
W wyniku napaści ZSRR na Polskę we wrześniu 1939 miejscowość znalazła się pod okupacją sowiecką. 2 listopada została włączona do Białoruskiej SRR. Od czerwca 1941 roku pod okupacją niemiecką. W 1944 miejscowość została ponownie zajęta przez wojska sowieckie i włączona do Białoruskiej SRR.
Od 1991 w składzie niepodległej Białorusi.
Podczas okupacji hitlerowskiej, w lipcu 1941 roku Niemcy utworzyli getto dla żydowskich mieszkańców. Przebywało w nim około 300 osób. W czerwcu 1942 roku Niemcy zlikwidowali getto, a Żydów zamordowano na miejscu lub według innej wersji wywieziono do getta w Smorgoniach.

## Przynależność państwowa i administracyjna
- ? - 1917  Imperium Rosyjskie, gubernia wileńska, powiat oszmiański
- 1917 - 1919  Rosyjska FSRR
- 1919 - 1920  Polska, Zarząd Cywilny Ziem Wschodnich, okręg wileński
- 1920  Rosyjska FSRR
- 1920 - 1922  Litwa Środkowa, powiat oszmiański
- 1922 - 1945[a]  Polska
  - województwo:
    - Ziemia Wileńska (1922 - 1926)
    - wileńskie (od 1926)

  - powiat:
    - oszmiański (1920 - 1927)
    - mołodecki (od 1927)
- 1945 - 1991  ZSRR, Białoruska SRR
- od 1991  Białoruś